# ジェームズ・クラベル
ジェームズ・クラベル（James Clavell、1924年10月10日 - 1994年9月7日）は、イギリス（後にアメリカ合衆国に帰化）の小説家、脚本家、映画監督である。

## 来歴
出生時の名前はチャールズ・エドマンド・デュマレスク・クラベル (Charles Edmund Dumaresq Clavell) 。第二次世界大戦では王立砲兵隊に加わり、1940年にマレー半島に従軍し、日本軍の戦争捕虜となった。クラベルは、戦国時代の日本を舞台にした『将軍』 (Shōgun) （1975年）を筆頭とする小説『アジアン・サーガ』シリーズおよびそれらのドラマ化作品と、映画『大脱走』や『いつも心に太陽を』の脚本などで知られている。

## 作品

### 映画
- ハエ男の恐怖 The Fly （1958年）- 脚本
- ソロモン王の宝庫 Watusi （1959年） - 脚本
- 野獣部隊 Five Gates to Hell （1959年） - 脚本および監督
- Walk Like a Dragon （1960年） - 脚本および監督
- 大脱走 The Great Escape （1963年） - 共同脚本
- 633爆撃隊 633 Squadron （1964年） - 共同脚本
- The Satan Bug （1965年） - 共同脚本
- いつも心に太陽を To Sir, with Love （1967年） - 脚本および監督
- The Sweet and the Bitter （1967年） - 脚本および監督
- Where's Jack? （1968年） - 監督
- 最後の谷 The Last Valley （1970年） - 脚本および監督

### テレビドラマ
- 将軍 SHŌGUN Shōgun （1980年） - 原作および脚本
- Noble House （1988年） - 原作および脚本

※クラベルの他の小説『タイパン』と『キング・ラット』も映画化されているが、クラベルはその2作には直接関わっていない。

### 小説

#### アジアン・サーガ六部作
- キング・ラット King Rat （1962年） - 1945年のシンガポール日本軍捕虜収容所が舞台
- タイパン Tai-Pan （1966年） - 1841年の香港が舞台
- 将軍 Shōgun （1975年） - 1600年の封建制下の日本が舞台
- Noble House （1981年） - 1963年の香港が舞台
- Whirlwind （1986年） - 1979年のイランが舞台
- Gai-Jin （1993年） - 1862年の日本が舞台

#### その他の小説
- 23分間の奇跡 The Children's Story （1980年）
- The Art of War （1983年） - 『孫子』の英語訳
- Thrump-O-Moto （1986年）
- Escape （1994年) - Whirlwindの短編版